# Ліліпут (пістолет)
Ліліпут (нім. Liliput) — німецький самозарядний пістолет.

## Історія
В 1920 році німецька фірма «Менц» розробила пістолет під австрійський набій 4.25 мм Ліліпут, який став одним з найменших самозарядних пістолетів в історії. В 1926 році був розроблений більший варіант під популярний набій 6.35 мм Браунінг, а в наступному році був зупинений випуск 4.25-міліметрового варіанту. В 1937 році фірма «Менц» була куплена Lignose AG. Випуск «Ліліпутів» продовжили з лейблом «Теодор Бергманн Ербен», проте рукоятки з логотипом «Менц», які залишились, продовжували кріпити на нові пістолети.
В 1938 році Адольф Гітлер отримав в подарунок від товариша по партії Макса Келя позолочений «Ліліпут» з перламутровими накладками на рукоятку. Сьогодні він зберігається в музеї академії Вест-Пойнт.
З початком Другої світової війни випуск пістолетів припинили і більше не поновлювали. За даними союзників, невелику кількість «Ліліпутів» використовували бійці партизанського руху «Вервольф».
Сьогодні «Ліліпут» під набій 4.25 мм є одним з небагатьох пістолетів, які продаються у Великій Британії без ліцензії, оскільки він використовує слабкий застарілий набій, який не виробляється з 1930-х років.